# گیش رنگین‌کمانی
گیش رنگین‌کمانی (نام علمی: Elagatis bipinnulata) نام یک گونه از تیره گیش‌ماهیان است.